# Eftimios Youakim
Eftimios Youakim BS (* 15. Juni 1886 in Qaytuleh; † 19. Mai 1972) war Erzbischof der Melkitischen Griechisch-Katholischen Kirche von Zahlé und Furzol im Libanon.

## Leben
Am 25. März 1912 empfing er die Priesterweihe als Ordenspriester der Melkitischen Basilianer vom Heiligsten Erlöser. Die Ernennung zum Bischof von Zahlé und Furzol erfolgte zum 30. Oktober 1926. Der Patriarch von Antiochien Kyrillos IX. Moghabghab spendete ihm am 9. Dezember 1926 die Bischofsweihe; Mitkonsekratoren waren Grégoire Haggiar, Bischof von Akka, und Nicolas Cadi, Erzbischof von Bosra und Haūrān. Mit der Erhebung der Eparchie Zahlé und Furzol im Jahr 1964 zur Erzeparchie wurde Youakim zum Erzbischof ernannt. Er nahm von 1962 bis 1965 an allen Sitzungsperioden des  Zweiten Vatikanischen Konzils teil und war während seiner Amtszeit Mitkonsekrator bei Erzbischof Saba Youakim BS von Petra und Philadelphia in Jordanien. Nach seiner altersgemäßen Emeritierung am 21. August 1971 wurde er zum Titularerzbischof von Scythospolis ernannt. Sein Nachfolger wurde Erzbischof Jean Bassoul BS.